# Enrico Lucchini
Enrico Lucchini (Bagnella, 11 novembre 1934 – Omegna, 7 luglio 1999) è stato un batterista italiano, ricordato soprattutto per la sua attività didattica.

## Biografia
Figlio di Salvatore Lucchini (un tecnico giuntista della società telefonica Sirti) e di Giuseppina Mora (casalinga), appena termina le tre scuole di avviamento, a 14 anni, viene assunto dalla bottega del fabbro, poi nel 1950, a 16 anni, andò a lavorare per la ditta Cardini (famosa per le giostre giocattolo) e li, tra una pausa e l'altra si portava dietro le sue bacchette di legno fatte in casa da lui stesso, iniziando così la sua passione per la batteria.
Autodidatta, formò a 20 anni, nel 1955 un quartetto con il fratello Enzio Lucchini, dapprima con la denominazione I Magnifici 4, poi I Magnifici ed in seguito The Green Sound, approdando ai primi ingaggi presso la Taverna di Ascona (Svizzera) e girando poi tutta l'Europa e il Medio Oriente,  incidendo a partire dal 1961 molti 45 giri per la Panoramic ed in seguito per la Meazzi, cover di successi del periodo e alcuni LP con versioni di brani classici come il Boléro di Ravel e La danza delle spade di Aram Il'ic Khachaturian, suonando anche da turnista in alcune incisioni per artisti della stessa casa discografica, come la cantante Anna Marchetti di cui incise diversi dischi.
Lasciato il quartetto dei The Green Sound, nel 1964 si trasferì in Francia e nel 1965 conobbe a Parigi Dante Agostini e Kenny Clarke mentre fondavano la loro celebre scuola, e fu per 8 anni fino al 1972, primo assistente dei due maestri. Sempre nella scuola parigina conobbe di persona sia Philly Joe Jones (che sostituì Kenny Clarke per diversi mesi) che Elvin Jones, nel contempo lavorava, suonando con le orchestre che facevano i galà (serate eleganti d'attrazione e di ricevimento).
Nel 1973 ritorna in Italia, a Milano, al Capolinea, dove comincia a dare lezioni, divulgando i metodi e i solfeggi di batteria di Kenny Clarke e Dante Agostini e vi rimane fino al 1995, dal 1975 è docente anche presso l'Istituto Nazionale studi sul Jazz a Parma nella sede al numero 31 di Borgo Felino e dal 1978 ha fatto lezione anche in via dei Missaglia sempre a Milano; più tardi, dal 1996 ha insegnato presso l'"Associazione Culturale Villa Pallavicini" a Milano, e a Vercelli al "Centro Musica". Dava anche lezioni private, a casa sua, sul Lago d'Orta.
Nella sua attività live, ha accompagnato tra gli altri Tony Scott, Bob Mover, Massimo Urbani, e anche alcuni tra i migliori jazzisti italiani, come il pianista Luigi Bonafede, il saxofonista Emanuele Cisi e il contrabbassista Rosario Bonaccorso.
Annoverava fra le sue influenze Kenny Clarke, Philly Joe Jones, Elvin Jones, Roy Haynes, stimava Buddy Rich e nonostante non fossero jazzisti apprezzava anche Ian Paice, Buddy Miles, e Bobby Colomby.
È stato maestro di moltissimi batteristi professionisti in Italia, Europa e Stati Uniti.
Tra i suoi allievi si ricordano i batteristi Paolo Pellegatti, Christian Meyer, Giampaolo Conchedda, Lele Melotti e Sergio Pescara e il percussionista classico Edoardo Giachino. 
Nel 2015 ottenne, alla memoria, il trentaduesimo Premio Brusoni per la musica, presso il museo etnografico dello strumento musicale a fiato, del comune piemontese di Quarna Sotto.

## Discografia (parziale)
- 1962 - Bambina bambina di I Magnifici 4 (Meazzi M 01128)
- 1962 - Nata per me di I Magnifici 4 (Meazzi M 01128)
- 1963 - La danza delle spade di I Magnifici  (Meazzi M 01218)
- 1963 - Cambiati la faccia di I Magnifici (Meazzi M 01218)
- 1964 - Tipi come te di I Magnifici (Meazzi M 01236)
- 1964 - Troppo bella per me di I Magnifici (Meazzi M 01236)
- 1967 - Adagio in sol minore di The Green Sound (Meazzi M 01312)
- 1967 - Green Sound di The Green Sound (Meazzi M 01312)
- 1968 - Arioso di Back di The Green Sound (Meazzi M 01331)
- 1968 - Concorde di The Green Sound (Meazzi M 01331)
- 1968 - Adagio di Albinoni di The Green Sound (Meazzi MLX 04049)
- 1969 - Verdi colline di The Green Sound (Meazzi EDM 1349)
- 1969 - Largo per una chitarra di The Green Sound (Meazzi EDM 1349)
- 1970 - Costa Esmeralda di The Green Sound (Meazzi M 01352)
- 1970 - Guitar Style di The Green Sound (Meazzi M 01352)